# Good God's Urge
Good God's Urge è il secondo ed ultimo album dei Porno for Pyros, pubblicato nel 1996 dalla Warner Bros.
È prodotto da Matt Hyde, Thomas Johnson e Perry Farrell.

## Tracce
1. Porpoise Head – 4:15
2. 100 Ways – 3:42
3. Tahitian Moon – 3:47
4. Kimberly Austin – 3:13
5. Thick of It All – 4:43
6. Good God's Urge! – 3:52
7. Wishing Well – 3:40
8. Dogs Rule the Night – 3:22
9. Freeway – 4:23
10. Bali Eyes – 3:28

- Tutte le tracce scritte dai Porno for Pyros.

## Formazione
- Perry Farrell - voce
- Peter DiStefano - chitarra
- Martyn LeNoble - basso
- Stephen Perkins - batteria
- Mike Watt - basso su tracce 2 e 6

### Musicisti ospiti
- Daniel Ash - chitarra su traccia 1
- David J - basso su traccia 1
- Kevin Haskins - batteria su traccia 1
- Dave Navarro - chitarra su traccia 9
- Flea - basso su traccia 9